# Филашкин, Вадим Сергеевич
Вади́м Серге́евич Фила́шкин (укр. Вадим Сергійович Філашкін; род. 14 июня 1975, Арбузинка, Николаевская область) — украинский государственный деятель, председатель Донецкой областной государственной администрации с 27 декабря 2023 года.

## Биография
Высшее образование в Николаевском государственном педагогическом университете получал по специальности "педагогика и методика среднего образования. Физическая культура и допризывная подготовка. Затем в 2008 году получил образование юриста в Киевском национальном университете внутренних дел.
В ноябре 2015 — августе 2016 года — заместитель начальника Главного управления Национальной полиции в Донецкой области.
В феврале 2019 — 27 декабря 2023 — заместитель председателя Донецкой областной государственной администрации.
С 27 декабря 2023 — председатель Донецкой областной государственной администрации — начальник Донецкой областной военно-гражданской администрации.